# Hiperplasia suprarrenal congénita de aparición tardía
La hiperplasia suprarrenal congénita de aparición tardía (LOCAH), también conocida como hiperplasia suprarrenal congénita no clásica (NCCAH o NCAH), es una forma más leve de la hiperplasia suprarrenal congénita (CAH), que se manifiesta en un grupo de trastornos autosómicos recesivos caracterizados por una síntesis deficiente del cortisol que conduce a grados variables de exceso de andrógenos postnatal.
Las causas de LOCAH son las mismas que las de la hiperplasia suprarrenal congénita clásica, y en la mayoría de los casos son las mutaciones en el gen CYP21A2 que dan lugar a los correspondientes cambios de actividad en la enzima asociada P450c21 (21-hidroxilasa), lo que en última instancia conduce a una producción excesiva de andrógenos. Otras causas, aunque menos frecuentes, son las mutaciones en genes que afectan a otras enzimas implicadas en el metabolismo de los esteroides, como la 11β-hidroxilasa o la 3β-hidroxiesteroide deshidrogenasa. Tiene una prevalencia entre el 0,1% y el 2% dependiendo de la población, y es una de las enfermedades genéticas autosómicas recesivas más comunes en humanos. La fisiopatología es compleja y no todos los individuos son sintomáticos.

## Presentación
Los pacientes con LOCAH suelen presentar signos de hiperandrogenismo, más que de deficiencia de glucocorticoides, una afección caracterizada por una producción inadecuada de cortisol.La alteración de la síntesis de cortisol es leve pero clínicamente silenciosa (asintomática).Los pacientes con LOCAH suelen tener los mismos niveles basales de cortisol pero niveles máximos más bajos que los controles sanos.Las pendientes diurnas de cortisol más planas contribuyen a la desregulación relacionada con el estrés de los mecanismos circadianos centrales y periféricos, con consecuencias negativas para la salud.
Debido al hiperandrogenismo, las mujeres pueden presentar síntomas como hirsutismo, oligomenorrea, acné, infertilidady alopecia androgenética.
Los varones suelen ser asintomáticos,pero pueden presentar acné,calvicie precoz,prostatitis crónica y/o síndrome de dolor pélvico crónico.También es posible la presentación poco frecuente de tumores de resto suprarrenal testicular, que no afectan a la fertilidad y no requieren ecografías periódicas del escroto.
Aunque los síntomas suelen diagnosticarse tras la pubertad, los niños pueden presentar adrenarquia prematura.
El grado de trastorno hormonal en pacientes con LOCAH es relativamente leve. Sin embargo, las alteraciones del eje hipotalámico-hipofisario-suprarrenal (eje HPA) están presentes incluso en esta forma leve de la enfermedad y podrían contribuir a la vulnerabilidad psiquiátrica.

## Genética molecular
La LOCAH se atribuye con mayor frecuencia a mutaciones en el gen CYP21A2, que codifica la enzima 21-hidroxilasa. Los casos de LOCAH debidos a deficiencias en otras enzimas que son causas conocidas de CAH (3β-hidroxiesteroide deshidrogenasa, 11β-hidroxilasa esteroidea, etc.) son raros y no tienen estimaciones de prevalencia establecidas.
Se han asociado varias mutaciones graves con la LOCAH: la deleción del gen CYP21A2, conversiones de genes pequeños, la mutación p. I172N (rs6475, c.518T>A, CYP21A2*11), la mutación c.293-13 A/C>G (rs6467, CYP21A2*9), y la mutación p.Gln318Stop (p.Q318X, rs7755898, c.952C>T, CYP21A2*17).Además, la LOCAH debida a la deficiencia de 21-hidroxilasa puede estar causada por duplicaciones del pseudogén CYP21A1P y del gen C4B. Debido al alto grado de homología entre el gen CYP21A2 y el pseudogén CYP21A1P, y a la complejidad del locus, la investigación a nivel de secuenciación puede resultar difícil. Un estudio de 2021 demostró que los genotipos leves asociados a LOCAH tienen una baja tasa de concordancia con dichos fenotipos, probablemente debido a las complejas características de la genotipificación de la 21-hidroxilasa y a la limitación de utilizar únicamente la secuenciación paralela masiva sin combinarla con otros métodos exhaustivos.
Se ha observado que las siguientes tres mutaciones del gen CYP21A2 dan lugar a una reducción moderada de la actividad enzimática asociada a ese alelo (20-60% de actividad residual), y se asocian a LOCAH:
- p.V281L (rs6471, c.844G>C, CYP21A2*15);
- p.P453S (rs6445, c.1360C>T, CYP21A2*19);
- p.P30L (rs9378251, c.92C>T, CYP21A2*8).

Una mutación puntual en el exón 7 de CYP21A2, (p. V281L), se encuentra comúnmente en los alelos asociados a LOCAH.Los portadores de esta mutación conservan entre el 20% y el 50% de la actividad de la 21-hidroxilasa,pero tienen un mayor riesgo de presentar síntomas de exceso de andrógenos que los portadores de las mutaciones graves,y tenían una mayor 17α-hidroxiprogesterona estimulada por la hormona adrenocorticotrópica (ACTH), lo que sugiere que la proteína mutante V281L de la enzima coexpresada con la enzima de tipo salvaje (sana) provocaba un aparente efecto negativo dominante en la actividad enzimática.
Los síntomas clínicos particularmente leves de LOCAH, como hiperandrogenismo, hirsutismo y acné o infertilidad, se solapan con otras enfermedades como el síndrome de ovario poliquístico. Los parámetros bioquímicos como la 17α-hidroxiprogesterona pueden no estar elevados en casos muy leves de LOCAH, y pueden variar entre laboratorios lo que dificulta su interpretación. Puede que no sea posible realizar pruebas de estimulación con ACTH en todas las instituciones, dependiendo de la disponibilidad del medicamento inyectable de hormona adrenocorticotrópica. Esta es la razón por la que un genotipado completo de CYP21A2 (en lugar de ensayos específicos de variantes únicamente) es una buena forma de excluir/confirmar la deficiencia de 21-hidroxilasa y el estado de heterocigosidad (portador).Las pruebas genéticas pueden utilizarse para excluir diagnósticos falsos positivos basados únicamente en parámetros bioquímicos, incluso con estimulación de ACTH, ya que los niveles elevados de 17-OHP también pueden estar causados por tumores ováricos o suprarrenales, en lugar de por las variantes en el gen CYP21A2.

## Diagnóstico
Caracterizada originalmente en 1957 por el bioquímico francés Jacques Decourt, la LOCAH difiere de la HSC clásica en que no causa morfología genital neonatal atípica, no es potencialmente mortal y se presenta después del nacimiento. A diferencia de la HSC clásica, la LOCAH generalmente no puede detectarse de forma fiable con el cribado neonatal.Muchos individuos (tanto hombres como mujeres) no presentan síntomas durante la infancia y la adolescencia y sólo son conscientes de la posibilidad de LOCAH debido al diagnóstico de otro miembro de la familia. Se cree que el 90% de las mujeres con LOCAH nunca reciben un diagnóstico. En las mujeres jóvenes, la pubarquia prematura suele ser el primer síntoma que se presenta. El primer diagnóstico conocido fue en una niña de 6 meses que desarrolló vello púbico.Otros síntomas incluyen acné, irregularidades menstruales e hirsutismo en las mujeres, así como alopecia en los hombres. A menudo, la LOCAH se diagnostica erróneamente como poliquistosis ovárica (SOP).
La LOCAH suele diagnosticarse en el contexto de la evaluación de la infertilidad en la mujer. Durante la fase folicular del ciclo menstrual, la progesterona se acumula junto con la 17α-hidroxiprogesterona, que puede adelgazar el endometrio y modificar el moco cervical de forma similar al efecto de los anticonceptivos progestágenos, interfiere en el ciclo menstrual normal, lo que puede provocar oligomenorrea o amenorrea y dificulta la penetración de los espermatozoides. El desarrollo anómalo del endometrio provoca una disminución de la receptividad uterina, que también contribuye a la infertilidad. Una vez que se intenta concebir, la mayoría de las mujeres con LOCAH se quedan embarazadas en el plazo de un año con o sin tratamiento, pero las mujeres con LOCAH tienen un mayor riesgo de aborto espontáneo.
El procedimiento de diagnóstico varía en función de la deficiencia enzimática específica que causa la LOCAH y los niveles precisos de andrógenos en suero necesarios para el diagnóstico están sujetos a variaciones por los distintos métodos de medición, se perfeccionan en casos específicos y son objeto de investigación activa. Algunos protocolos se basan en la medición de los niveles de 17α-hidroxiprogesterona, con o sin prueba de estimulación con ACTH.

### Deficiencia de 21-hidroxilasa

#### Cribado
La deficiencia de 21-hidroxilasa se detecta midiendo los niveles séricos de 17α-hidroxiprogesterona (17-OHP) por la mañana y entre los días 3 y 5 del ciclo menstrual (en las mujeres) para reducir la posibilidad de falsos positivos. La 17-OHP se utiliza como marcador de la actividad de la enzima 21-hidroxilasa desde la década de 1980. El valor basal de corte de la 17-OHP es objeto de debate.Lo más habitual es utilizar el valor de 2,0 ng/mL., pero un valor de 1,7 ng/mL proporciona una mejor selectividad.La mayoría de las investigaciones sobre el diagnóstico bioquímico de la LOCAH se basaron en inmunoensayos directos, como radioinmunoensayos o ensayos de fluorescencia resueltos en el tiempo para medir el 17-OHP, por lo tanto, la reactividad cruzada y los problemas de fiabilidad de estos métodos podrían haber causado diferencias en los valores de corte del 17-OHP recomendados, por lo que el uso de la cromatografía líquida-espectrometría de masas tiene como objetivo mejorar la precisión de la medición del 17-OHP y aumentar la calidad del diagnóstico de la LOCAH. Las mediciones cronometradas aleatorias de 17-OHP no han demostrado ser útiles para el cribado, ya que suelen ser normales y se sabe que son muy elevadas en la fase lútea del ciclo menstrual femenino. Una vez medidos los niveles basales, la confirmación se realiza administrando ACTH y comparando la 17-OHP antes y después de la prueba. Los niveles de 17-OHP superiores a 10 ng/mL en el minuto 60 post estimulación se consideran diagnósticos de LOCAH.

### Vía "backdoor" androgénica
En la deficiencia de 21-hidroxilasa, especialmente en los casos leves (LOCAH), la vía de la "puerta trasera" androgénicapuede ser la causa del exceso de andrógenos. Esta vía de la puerta trasera no siempre se tiene en cuenta en la evaluación clínica de pacientes con hiperandrogenismo, como la LOCAH, y puede ser una fuente de errores de diagnóstico y confusión.Un estudio de caso demostró la importancia de tener en cuenta los niveles séricos de 5α-dihidrotestosterona (DHT) y la vía trasera de los andrógenos en un diagnóstico de LOCAH que no habría sido evidente a partir de los niveles de testosterona únicamente.

### 11β-Hydroxylase deficiency
La actividad de la 11β-hidroxilasa puede determinarse observando el nivel basal de 11-deoxicortisol. Un nivel superior a 10 ng/mL, indica seguimiento con prueba de estimulación con ACTH. Los niveles de 11-deoxicortisol en el minuto 60 post-estimulación superiores a 18 ng/mL son diagnósticos de LOCAH.

### Deficiencia de 3β-hidroxiesteroide deshidrogenasa
La actividad de la 3β-hidroxiesteroide deshidrogenasa puede determinarse observando el nivel basal de 17α-hidroxipregnenolona. Un nivel superior a 30 ng/mL y una relación 17α-hidroxipregnenolona/cortisol superior a 10 SD son diagnósticos de LOCAH.

## Manejo
El manejo y tratamiento de LOCAH es específico para cada caso y la aplicación de tratamiento con glucocorticoides no es estándar como lo es en la HSC clásica.La LOCAH no es una enfermedad potencialmente mortal y los riesgos del tratamiento administrado prenatalmente o a niños asintomáticos superan los posibles beneficios.En los casos adecuados, se administran glucocorticoides (normalmente hidrocortisona en niños) para suprimir la secreción de la hormona liberadora de corticotropina (CRH) producida por el hipotálamo y de la hormona adrenocorticotrópica (ACTH) producida por la hipófisis. Esta supresión reducirá la concentración en sangre de esteroides sexuales producidos por las glándulas suprarrenales. Algunas de las principales consideraciones en el tratamiento incluyen la espera vigilante de la gravedad de los síntomas, así como las respuestas adversas a los glucocorticoides administrados como fármacos, observadas en la densidad mineral ósea, la altura y el peso del paciente.En el caso de las mujeres, la píldora anticonceptiva oral y los bloqueantes androgénicos como la espironolactona o el acetato de ciproterona son alternativas a los glucocorticoides para el tratamiento de los síntomas del exceso de andrógenos.  Aún se debate si las tasas de abortos espontáneos en mujeres con LOCAH se ven influidas por el tratamiento con hidrocortisona.

## Prevalencia
Según los estudios de asociación de haplotipos, se estima que la prevalencia de LOCAH en las poblaciones estadounidense de judíos asquenazíes y caucásicos es de 1:500 a 1:1000, pero en personas con una alta tasa de matrimonios entre parientes, la tasa de prevalencia llega a ser de 1:50 a 1:100. Un análisis del genotipo CYP21A2 de 2017 predijo que la frecuencia total de LOCAH en la población general de los Estados Unidos es de aproximadamente 1:200 (nivel de confianza del 95%, de 1:100 a 1:280).
Según un metaanálisis de 2017, la prevalencia de LOCAH entre las mujeres con signos y síntomas de exceso de andrógenos es del 4,2% a nivel mundial, y de entre el 1% y el 10% en función del origen étnico de la población estudiada.

### Como condición intersexual
Anne Fausto-Sterling, sexóloga estadounidense, en un libro del año 2000 titulado "Sexing the Body" (Sexando el cuerpo), estimó que las personas con condiciones intersexuales representan el 1,7% de la población general. Esta estimación es citada por varias organizaciones destacadas de defensa de la intersexualidad.De estas personas intersexuales, según Fausto-Sterling, el 88% tiene LOCAH. Leonard Sax, psicólogo estadounidense y médico de familia, criticó estas cifras en una revisión publicada en 2002 en The Journal of Sex Research, afirmando que, desde la perspectiva del médico, la LOCAH no es una condición intersexual. La inclusión de la LOCAH en las estimaciones de prevalencia intersexual se ha citado como un ejemplo de práctica estadística engañosa.